# Manifest (serie de televisión)
Manifest (Manifiesto en Hispanoamérica) es una serie de televisión estadounidense de drama sobrenatural, creada por Jeff Rake, que se estrenó en NBC el 24 de septiembre de 2018. Se centra en los pasajeros y la tripulación de un avión comercial, que reaparece repentinamente, después de haber sido considerados muertos durante más de cinco años. Está protagonizada por Melissa Roxburgh, Josh Dallas, Athena Karkanis, J. R. Ramirez, Luna Blaise, Jack Messina, Parveen Kaur y Matt Long. En octubre de 2018, NBC ordenó tres episodios adicionales para serie, lo que elevó el total de la primera temporada a dieciséis episodios.
En junio de 2020, la serie fue renovada para una tercera temporada, que se estrenó el 1 de abril de 2021. En junio de 2021, la serie fue cancelada después de tres temporadas y ese mismo mes, la serie se agregó a Netflix en Estados Unidos y Canadá e inmediatamente encabezó las listas de visualización, persuadiendo a renovar Manifest para una cuarta y última temporada. En agosto de 2022, Netflix anunció que se lanzará una cuarta temporada programada para estrenarse en dos partes. La primera parte llegó a la plataforma en noviembre de ese mismo año, y la segunda parte el 2 de junio de 2023.

## Sinopsis
Manifest comienza cuando «el vuelo 828 de Montego Air aterrizó con seguridad después de un vuelo turbulento pero de rutina, la tripulación y los pasajeros se sintieron aliviados. Sin embargo, en el lapso de esas pocas horas, en el mundo pasaron cinco años y sus amigos, familias y colegas, después de llorar su pérdida, abandonaron la esperanza y continuaron con sus vidas. Ahora, frente a lo imposible, se les da una segunda oportunidad. Pero a medida que se aclaran sus nuevas realidades, se desarrolla un misterio más profundo y algunos de los pasajeros pronto se dan cuenta de que pueden significar algo más grande de lo que alguna vez creyeron posible».

## Elenco y personajes

### Principales
- Melissa Roxburgh como Michaela Stone
- Josh Dallas como Ben Stone
- Athena Karkanis como Grace Stone
- J. R. Ramirez como Jared Vasquez
- Luna Blaise como Olive Stone
- Jack Messina como Cal Stone
- Parveen Kaur como Saanvi Bahl
- Matt Long como Zeke (Ezequiel) Landon (temporadas 2–presente, recurrente: temporada 1)
- Holly Taylor como Angelina Meyer (temporada 3)[8]

### Recurrentes
- Daryl Edwards como Robert Vance
- Frank Deal como Bill Daly (temporada 1)
- Alfredo Narciso como Capitán Riojas (temporada 1)
- Mugga como Bethany Collins
- Julienne Hanzelka Kim como Kelly Taylor
- Malachy Cleary como Steve Stone
- Geraldine Leer como Karen Stone[9][10]
- Omar Torres II como Tony Diaz
- Victoria Cartagena como Lourdes (temporada 1)
- Tim Moriarty como Tim Powell
- Olli Haaskivi como Isaiah (temporadas 1–2)
- Adriane Lenox como Beverly
- Daniel Sunjata como Danny
- Francesca Faridany como Fiona Clarke (temporada 1)
- Nikolai Tsankov como Marko Valeriev (temporada 1)
- Shirley Rumierk como Autumn Cox (temporada 1)
- Jared Grimes como Adrian (temporada 1)
- Elizabeth Marvel como Kathryn Fitz / The Major (temporadas 1–2)
- Brandon Schraml como Director Jansen
- Maryann Plunkett como Priscilla Landon
- Ed Herbstman como Troy Davis
- Andrene Ward-Hammond como Capitán Kate Bowers (temporada 2–presente)[11]
- Brendan Burke como Emmett (temporada 2–presente)[11]
- Ellen Tamaki como Drea Mikami (temporada 2–presente)[11][12]
- Garrett Wareing como TJ Morrison (temporada 2)[13]
- Leah Gibson como Tamara (temporada 2)[14]
- Carl Lundstedt como Billy (temporada 2)[14]
- Maury Ginsberg como Simon White (temporada 2)
- James McMenamin como Jace Baylor (temporadas 2–3)
- Devin Harjes como Pete Baylor (temporadas 2–3)
- DazMann Still como Kory (temporadas 2–3)
- Lauren Norvelle como Sarah Fitz (temporada 3)
- Warner Miller como Tarik (temporada 3)
- Will Peltz como Levi (temporada 3)[15]
- Mahira Kakkar como Aria Gupta (temporada 3)

## Episodios
| Temporada | Temporada | Episodios | Episodios          | Emisión original         | Emisión original       | Emisión original | Puesto | Audiencia promedio (en millones) |
| Temporada | Temporada | Episodios | Episodios          | Primera emisión          | Última emisión         | Cadena           | Puesto | Audiencia promedio (en millones) |
| --------- | --------- | --------- | ------------------ | ------------------------ | ---------------------- | ---------------- | ------ | -------------------------------- |
|           | 1         | 16        | 16                 | 24 de septiembre de 2018 | 18 de febrero de 2019  | NBC              | 9      | 12,61                            |
|           | 2         | 13        | 13                 | 6 de enero de 2020       | 6 de abril de 2020     | NBC              | 39     | 7,70                             |
|           | 3         | 13        | 13                 | 1 de abril de 2021       | 10 de junio de 2021    | NBC              | 54     | 5,35                             |
|           | 4         | 20        | 10                 | 4 de noviembre de 2022   | 4 de noviembre de 2022 | Netflix          | —      | —                                |
| 10        | 4         | 20        | 2 de junio de 2023 | 2 de junio de 2023       | —                      | Netflix          | —      |                                  |

### Temporada 1 (2018–19)
| N.º en serie | N.º en temp. | Título                        | Dirigido por          | Escrito por                           | Fecha de emisión original | Código de prod. | Audiencia (millones) |
| --- | ------------ | ----------------------------- | --------------------- | ------------------------------------- | ------------------------- | --------------- | -------------------- |
| 1 | 1            | «Pilot»                       | David Frankel         | Jeff Rake                             | 24 de septiembre de 2018  | T33.01003       | 10,40                |
| El vuelo 828 de Montego Air desde Jamaica a Nueva York, experimenta un breve período de severa turbulencia. Cuando aterrizan, los pasajeros y la tripulación aprenden de la NSA que han pasado cinco años desde que despegaron. La oficial de policía Michaela se entera de que su madre ha muerto y su prometido Jared se ha casado con su mejor amiga. Michaela comienza a escuchar una voz que la guía a salvar a un niño de ser atropellado por un autobús y a rescatar a dos jóvenes secuestradas. La investigadora médica Saanvi se entera de que su trabajo ha ayudado a salvar a cientos de pacientes pediátricos con cáncer mientras ella no estaba. El sobrino de Michaela, Cal, que padece un cáncer terminal y también estaba en el vuelo 828, es un candidato para el tratamiento. También experimentando dolores de cabeza y voces, el hermano de Michaela, Ben, y el resto de los pasajeros y la tripulación que regresaron son atraídos hacia la pista de aterrizaje donde está estacionado el avión. Mientras miran, el avión explota. |              |                               |                       |                                       |                           |                 |                      |
| 2 | 2            | «Reentry»                     | Dean White            | Jeff Rake & Matthew Lau               | 1 de octubre de 2018      | T30.10102       | 8,45                 |
| La NSA cuestiona a los 20 pasajeros y la tripulación del vuelo 828 que estaban presentes cuando explotó el avión, y se les dice que no discutan sus experiencias con los medios. Ben ayuda a su compañero de viaje, Radd, a ponerse en contacto con su hijo Adio, quien está preso por un robo que dice que no cometió. Las nuevas habilidades de Ben lo llevan a descubrir que el verdadero culpable es el hijo del dueño de la tienda, y Adio es liberado. Mientras tanto, Michaela evita a la esposa de Jared, su ex mejor amiga Lourdes. Al ver los muchos mensajes de cumpleaños que Lourdes le dejó en las redes sociales durante los años que estuvo desaparecida, Michaela se acerca a ella y le dice que planeaba rechazar la propuesta de Jared antes de que el avión desapareciera. Ben aprende de Olive que hay otro hombre en la vida de Grace. Kelly, una de las pasajeras del vuelo 828, habla con los medios de comunicación y es asesinada. |              |                               |                       |                                       |                           |                 |                      |
| 3 | 3            | «Turbulence»                  | Paul Holahan          | Gregory Nelson & Bobak Esfarjani      | 8 de octubre de 2018      | T30.101003      | 7,45                 |
| Pensando que el asesinato de Kelly puede estar relacionado con su discurso, Michaela y Ben visitan la escena del asesinato, y más tarde hablan con el esposo de Kelly, Patrick, y la ama de llaves Christine. La NSA toma el control de la investigación, y Vance intenta obligar a Jared a mantenerlo informado de los movimientos de Michaela. Cal está molesto al descubrir que su ex mejor amigo Kevin está saliendo con Olive. Michaela todavía está traumatizada por la muerte de su amiga Evie, quien murió en un accidente automovilístico mientras Michaela conducía, por lo que los padres de Evie, Glen y Beverly, culpan a Michaela. Visita a Glen y Beverly y descubre que Beverly tiene demencia, mientras que Glen ya no está enojado con Michaela. Michaela luego se enfrenta a su miedo de conducir para encontrar a Beverly, quien se ha perdido, y la salva de ser atropellada por un auto. La conductora es Christine, que está en posesión del collar perdido de Kelly y más tarde admite haberla matado. Michaela le dice a Jared que algo ha cambiado en ella que no puede explicar. Saanvi encuentra algo inusual en la sangre de Cal, y luego en la suya, que generalmente es producido por un accidente cerebrovascular isquémico. La NSA toma la custodia del cuerpo de Kelly. |              |                               |                       |                                       |                           |                 |                      |
| 4 | 4            | «Unclaimed Baggage»           | Craig Zisk            | Laura Putney & Margaret Easley        | 15 de octubre de 2018     | T30.101004      | 7,46                 |
| Un flashback revela que la azafata Bethany había llevado como polizón a Thomas, el novio de su primo Leo, en la bodega de carga, y la NSA encontró sus huellas dactilares. Saanvi compara las exploraciones de su cerebro con las de un paciente institucionalizado y lo busca. Resulta ser Thomas. Cuando el compañero de Michaela no está disponible debido a una «tubería rota», Jared sigue a regañadientes los instintos de Michaela e interrumpen la operación de encubierto de la ATF. Jared asume la responsabilidad de su decisión y es suspendido. Grace se entera de que la compañía de seguros de vida tiene la intención de recobrar los $500K que le pagaron después de la desaparición y presunta muerte de Ben. Ben se encuentra con el exnovio de Grace, Danny, luego de que Olive fue detenida por intentar robar una barra de labios en una tienda de cosméticos. Thomas escapó de la institución y la NSA lo está buscando. Con la ayuda de Michaela y Saanvi, Bethany interpreta correctamente las pistas de la visión de Michaela y encuentran a Thomas. Bethany explica que Leo desapareció dos años después de que desapareciera su vuelo, sin dejar a nadie para encontrarse con Thomas. Michaela y Saanvi ayudan a Bethany a encontrar un lugar seguro en el antiguo centro comercial propiedad de Kelly Taylor. Robert Vance posteriormente agrega a Thomas como «John Doe» a su junta de Personas de Interés, en reemplazo de Kelly Taylor.                                                                     |              |                               |                       |                                       |                           |                 |                      |
| 5 | 5            | «Connecting Flights»          | Tawnia McKiernan      | Amanda Green & Margaret Rose Lester   | 22 de octubre de 2018     | T30.101005      | 7,29                 |
| Los flashbacks muestran cómo Grace, Olive, Jared, Lourdes y Steve hicieron frente durante el día en que desapareció el vuelo 828. Ben y Cal van a Coney Island donde Cal de repente lleva a Ben junto a Thomas mientras dice «todo está conectado», frase que Ben ha estado escuchando en su cabeza. Bethany es detenida por la NSA para hablar sobre el «John Doe» que se coló en los Estados Unidos mientras su esposa ayuda a Thomas a escapar a una cabaña en las montañas. Después de recibir consejos de su padre, Michaela va a hablar con Jared en un bar. Ben y Cal aprenden de la esposa de Bethany, Georgia, que la NSA la detuvo. Michaela aprende de Ben que Cal no escucha voces como ellos, pero aún tiene habilidades que se manifiestan de una manera diferente, lo que hace que Ben se dedique a descubrir el misterio. En la escena final, un flashback muestra a Cal mirando por la ventana mientras los pasajeros del vuelo 828 están dormidos cuando ve algo brillar afuera y una voz que dice que «todo está conectado». |              |                               |                       |                                       |                           |                 |                      |
| 6 | 6            | «Off Radar»                   | Félix Enríquez Alcalá | Matthew Lau & MW Cartozian Wilson     | 5 de noviembre de 2018    | T30.101006      | 6,28                 |
| Cuando Cal desarrolla una fiebre inexplicable y comienza a hablar en búlgaro, Ben conecta su condición con un hombre búlgaro llamado Marko Valeriev que también estaba en el vuelo 828, pero no se le ha visto desde que salió del avión. Él y Michaela revisan las imágenes de la noche en que aterrizó el avión y vieron a los pasajeros cargados en cinco autobuses, pero solo cuatro llegaron a su destino previsto. El quinto autobús contenía once pasajeros que eran extranjeros, no tenían familiares, o eran individuos que nadie reportaría como desaparecidos. Investigaciones posteriores revelaron que los autobuses fueron contratados por Unified Dynamic Systems (UDS), una gran corporación involucrada en muchas industrias. Después de obtener información de la traductora Anna Ross, Michaela localiza una granja donde UDS está experimentando con los once pasajeros, pero ella y Jared son perseguidos por hombres armados. Ben se enfrenta a Vance sobre los pasajeros desaparecidos, creyendo que la NSA está detrás de su desaparición y amenaza con decirle a la prensa. Aunque Vance tiene información sobre los once pasajeros que muestran que se tienen en cuenta, lidera un equipo para investigar la ubicación de la granja. UDS ha movido ubicaciones, pero Vance encuentra un vendaje con que fue dejado por accidente. Cuando los experimentos en Marko se detienen para la mudanza, Cal se recupera.                                                                                                  |              |                               |                       |                                       |                           |                 |                      |
| 7 | 7            | «S.N.A.F.U.»                  | Michael Schultz       | Jeff Rake & Bobak Esfarjani           | 12 de noviembre de 2018   | T30.101007      | 6,10                 |
| En un flashback, Fiona Clarke ayuda a Kelly Taylor con su equipaje de mano. En el presente, sospechoso de Unified Dynamic Systems, mientras que un Cal liberado siente que Marko está empeorando, Ben toma un trabajo de contabilidad de bajo nivel de JP Williamson que trabaja con Ronnie Wilcox donde encuentra información sobre Fiona Clarke. Aún navegando por su culpa sobre la muerte de Evie, Michaela visita a Glen y Beverly donde la demencia de esta última ha empeorado. Ella y Jared luego responden a la escena del crimen en una barbería donde un hombre llamado Carlos menciona cómo un ladrón le disparó a su tío, y se muestra reacio a identificar al culpable que coincide con la descripción. Olive y Danny van a escalar para prepararse para un evento juntos. Ben y Saanvi asisten a una presentación en UDS donde Fiona les informa sobre el Proyecto Singularidad, y su trabajo sobre la neurona especular, del que ellos no estaban al tanto. Después de obtener la información descargada, Ben se encuentra con Vance, donde de mala gana le da el USB. Después de lograr que Carlos coopere, Michaela y Jared salen a buscar al culpable y pudieron detenerlo antes de que pueda robar a un anciano. Más tarde, Michaela encuentra una foto de Evie en la barbería donde Carlos mencionó que ella era una donante cuando él tenía insuficiencia cardíaca. Cuando Cal le dice a Ben que Vance no es un hombre malo, Vance le dice a Powell que no haga que sus hombres converjan en Ben.                     |              |                               |                       |                                       |                           |                 |                      |
| 8 | 8            | «Point of No Return»          | Nina Lopez-Corrado    | Gregory Nelson & Margaret Rose Lester | 19 de noviembre de 2018   | T30.101008      | 5,56                 |
| Ben y Grace le permiten a Cal regresar a la escuela con Olive asistiendo a Cal. Después de recibir una llamada de «no lo pierdas», Michaela y Jared responden a una situación en la que un pasajero del vuelo 828 llamado Harvey planea saltar desde el techo de una sinagoga. A pesar de los intentos de Michaela, Harvey se suicida después de afirmar que es el «Ángel de la Muerte». Cal regresa a la escuela y restablece sus viejas amistades con sus amigos que ahora son cinco años y medio mayores, y su presencia despierta viejos recuerdos entre ellos. En JP Williamson, Vance causa un simulacro de incendio donde ayudará a Ben. Comienzan haciendo que Fiona visite a las personas que se acercaron a ella y plantaron un transmisor. Mientras compra comida para una noche con Ben, Grace se encuentra con Lourdes y se da cuenta de que tiene un kit de fertilidad en su carrito de compras. Después de que Grace le informara de esto, Michaela acompaña a Jared al sitio donde encuentran que una cantinera con la que Harvey interactuó está muerta como las otras dos personas, mientras Michaela recibe el llamado «no lo pierdas» nuevamente. Ben toma prestado en secreto la identificación laboral de Ronnie Wilcox para obtener información sobre un edificio. Al día siguiente, Ben y Michaela se encuentran con Vance, donde rastrean las señales a un almacén que no tiene acceso público. En la escena final, Lawrence tiene el trabajo del Proyecto Singularidad en Marko nuevamente cuando Cal lo percibe. |              |                               |                       |                                       |                           |                 |                      |
| 9 | 9            | «Dead Reckoning»              | Paul Holahan          | Laura Putney & Margaret Easley        | 26 de noviembre de 2018   | T30.101009      | 5,97                 |
| Cuando el vuelo 828 aterrizó, Vance descubrió una orden de arresto para la pasajera Autumn Cox, y fue una de las once que USD tomó. En el presente, Autumn se acerca a Ben diciendo que ella escapó del proyecto Singularidad y sabía que él la ayudaría. Ben recluta a Saanvi y Fiona para que la ayuden en el escondite, donde le cuentan a Vance sobre el proyecto Singularidad. Mientras tanto, Laurence demuestra su experimento en una transmisión a sus superiores. Se prueba a Marko con potencia aumentada, lo que hace que todos los pasajeros reaccionen. Al mismo tiempo, Grace se entera de que Ben ha sido despedido de su trabajo. Michaela, Jared, Vance, Ben y Fiona no encuentran nada en el almacén, pero Cal llega y expone una puerta oculta. Hay una pelea de armas y los pasajeros desaparecidos son liberados. Vance, Jared y Laurence están atrapados en una explosión accidental. Fiona escolta a los pasajeros desaparecidos a un lugar seguro. Con Jared en un hospital, le dicen a Michaela que Vance murió. Grace y Ben deciden que su matrimonio ya no funciona y Ben se marcha. En privado, Autumn usa un teléfono celular oculto para contactar a UDS y preguntar qué quieren que haga a continuación. |              |                               |                       |                                       |                           |                 |                      |
| 10 | 10           | «Crosswinds»                  | Michael Smith         | Amanda Green & MW Cartozian Wilson    | 7 de enero de 2019        | T30.10110       | 5,84                 |
| Cuando Ben abandona el sepulcro en memoria de Vance, se le acerca el podcaster Aaron Glover del «Puerto 828» que quiere entrevistarlo. Fiona y Saanvi observan que todos los pasajeros rescatados tienen una reacción idéntica simultánea, y hacen arreglos para que otros pasajeros los visiten para ver si experimentaron un fenómeno similar. Michaela recibe una visión de una ventisca y escucha las palabras «encuéntrala». Ella y Jared encuentran a Helen, la esposa de uno de los pasajeros que se ha despertado con amnesia. Ella dice que su esposo había sido abusivo con ella. Autumn se frustra con la presión que los superiores de Laurence ejercen sobre ella. Olive invita a Danny a cenar para animar a Grace. Ben convence al subordinado de Vance, Tim Powell, para que lo ayude a encontrar información sobre «el Comandante», la figura sombría a cargo de los experimentos con los pasajeros. Jared le confiesa a Michaela que todavía la ama y duermen juntos. Cuando Powell es recogido por personas que trabajan para el Comandante, Autumn es visitada por uno de los secuaces del Comandante que afirma que este quiere hablar con ella. Cal tiene un llamado donde un hombre en una tormenta de nieve está sosteniendo una foto de Michaela mientras cita «encuéntrala». |              |                               |                       |                                       |                           |                 |                      |
| 11 | 11           | «Contrails»                   | Marisol Adler         | Matthew Lau & Bobak Esfarjani         | 14 de enero de 2019       | T30.10111       | 5,46                 |
| En flashbacks, el Capitán Bill Daly y el copiloto Amuta vuelan el vuelo 828 a través de una tormenta inesperada. En 2018, Vance lo acusa de decisiones cuestionables. En el presente, Bill le cuenta a Ben cómo se lo ha culpado por lo que le sucedió al vuelo 828 y el evento lo separó de su familia. Michaela se pone en contacto con Amuta, quien apoya la reclamación de Bill, pero regresó a Jamaica. Michaela y Ben se encuentran con un meteorólogo, Roger Mencin, quien sospechaba que un rayo oscuro contribuyó a la desaparición del vuelo 828, pero fue obligado a guardar silencio antes de poder compartir sus opiniones públicamente. El director Jansen le pide a Autumn que visite a Michaela, quien está cuidando a Cal. Creyendo que puede probar que no tuvo la culpa de la desaparición del vuelo 828, Bill secuestra a Fiona, a quien él cree que estuvo involucrada en la conspiración. Bill vuela un avión robado con Fiona en otra tormenta de rayos oscuros. La Guardia Aérea Nacional afirma que el avión fue derribado, pero los medios informan que no se recuperaron los restos. Mientras tanto, Michaela se entera de que Roger murió en un sospechoso accidente y sospecha que Autumn escuchó una conversación sobre él. Grace descubre que Cal desapareció. |              |                               |                       |                                       |                           |                 |                      |
| 12 | 12           | «Vanishing Point»             | Millicent Shelton     | Jeff Rake & Gregory Nelson            | 21 de enero de 2019       | T30.10112       | 5,37                 |
| Ben regresa a casa para encontrar que Grace llamó a la policía sobre la desaparición de Cal. Michaela aprehende a Autumn y va con Ben. Jared le dice a la policía que Cal está en la casa de su abuelo y que se terminó la búsqueda. Al encontrar una pista dejada atrás por Cal, Ben y Grace intentan encontrarlo en el estado de Nueva York. El director Jansen se entera de que Autumn está bajo custodia policial e informa a la Comandante, quien cancela las órdenes para que la policía no pueda detenerla. Michaela se entera de que la hija de Autumn fue adoptada antes de que el vuelo 828 regresara y la Comandante le prometió reunirlas. Michaela localiza a la hija y Autumn le dice a los hombres de la Comandante, que también estaban buscando a Cal, que se dirijan en la dirección equivocada. Ben y Grace siguen las pistas de Cal a una cabina remota. Se reúnen con Cal, quien se fue de casa solo para ayudar a un hombre en la cabaña. Poco después, un excursionista llamado Zeke se derrumba en la puerta de la cabaña. Michaela llega y lo reconoce de su último llamado. Él les dice que se refugió en una cueva durante una tormenta de nieve dos semanas antes, en diciembre de 2017. Ben le informa que actualmente es diciembre de 2018. Mientras tanto, la Comandante se muda a un apartamento en Nueva York. |              |                               |                       |                                       |                           |                 |                      |
| 13 | 13           | «Cleared for Approach»        | Constantine Makris    | Laura Putney & Margaret Easley        | 28 de enero de 2019       | T30.10113       | 5,54                 |
| Zeke no quiere volver al mundo real, lo que lleva a Michaela a quedarse con él, mientras que Ben y Grace llevan a Cal a casa. A medida que se acomodan, un ladrillo es lanzado a través de la ventana frontal y Ben descubre una gran X roja pintada en la puerta principal. Mientras obtiene suministros para Zeke, Michaela se entera de Chloe, la hermana menor de Zeke que había muerto antes en la misma área. Jared finalmente conecta la ventana rota con Calvin Webber, quien administra un sitio web de conspiración sobre los pasajeros del vuelo 828. Ben confronta a Calvin sin saber que sus amenazas están siendo transmitidas en vivo. Jared le advierte a Ben que si esto vuelve a suceder, ni él ni Michaela pueden ayudarlo. Michaela y Zeke siguen un llamado al memorial de Chloe. Mientras tanto, Saanvi le dice a Ben que Zeke tiene el mismo marcador de sangre que ellos, basado en la muestra que le trajo. Cuando sale de su laboratorio de investigación, también encuentra una gran X roja pintada en la puerta de su laboratorio. Grace y Ben comienzan a reconciliarse. Michaela y Zeke encuentran una pintura de dos personas bajo tres estrellas, al igual que rayos oscuros que se forman en el cielo. |              |                               |                       |                                       |                           |                 |                      |
| 14 | 14           | «Upgrade»                     | Craig Zisk            | Matthew Lau & Ezra W. Nachman         | 4 de febrero de 2019      | T30.10114       | 5,26                 |
| Michaela invita a Zeke a quedarse en su apartamento, quien luego es llamado acerca de un lobo negro, que también es experimentado por Cal. Se le pide a Saanvi que trate al marido afectado por el cáncer de una mujer desesperada llamada Alice, miembro de la «Iglesia de los Retornados», que cree que los pasajeros del Vuelo 828 pueden hacer milagros. Cuando Saanvi no puede ayudar al hombre, Alice la obliga a continuar a punta de pistola. Ben cree que algo le ha pasado a Saanvi al localizar un folleto de la iglesia que Alice dejó caer en la oficina de Saanvi. Michaela admite su relación con Jared a Lourdes. Ben y Michaela se dirigen a la casa de Alice, donde encuentran y rescatan a Saanvi. Adrián, el líder de la Iglesia de los Retornados, admite a Ben que no cree lo que está predicando. El Director Jansen informa a la Comandante haber visto a Ben durante una reunión de la iglesia. Michaela visita a Lourdes solo para descubrir de Jared que se ha ido. Cal dibuja el llamado de Zeke, mostrando al lobo con Michaela. Una furgoneta escapada de un robo fallido es sacada del río en el que estuvo por cuatro días, que Michaela está asignada a investigar. Cuando ella abre la puerta, el conductor se abalanza hacia ella, jadeando por aire. |              |                               |                       |                                       |                           |                 |                      |
| 15 | 15           | «Hard Landing»                | Claudia Yarmy         | Gregory Nelson & Bobak Esfarjani      | 11 de febrero de 2019     | T30.10115       | 6,00                 |
| 16 | 16           | «Estimated Time of Departure» | Dean White            | Jeff Rake & Amanda Green              | 18 de febrero de 2019     | T30.10116       | 5,36                 |

### Temporada 2 (2020)
| N.º en serie | N.º en temp. | Título                  | Dirigido por     | Escrito por                            | Fecha de emisión original | Código de prod. | Audiencia (millones) |
| ------------ | ------------ | ----------------------- | ---------------- | -------------------------------------- | ------------------------- | --------------- | -------------------- |
| 17           | 1            | «Fasten Your Seatbelts» | Joe Chappelle    | Jeff Rake & Bobak Esfarjani            | 6 de enero de 2020        | T30.10201       | 4,73                 |
| 18           | 2            | «Grounded»              | Claudia Yarmy    | Laura Putney & Margaret Easley         | 13 de enero de 2020       | T30.10202       | 3,49                 |
| 19           | 3            | «False Horizon»         | Nathan Hope      | Jeannine Renshaw & MW Cartozian Wilson | 20 de enero de 2020       | T30.10203       | 3,64                 |
| 20           | 4            | «Black Box»             | Sherwin Shilati  | Simran Baidwan & Bobak Esfarjani       | 27 de enero de 2020       | T30.10204       | 3,72                 |
| 21           | 5            | «Coordinated Flight»    | Marisol Adler    | Matthew Lau & Marta Gené Camps         | 3 de febrero de 2020      | T30.10205       | 3,55                 |
| 22           | 6            | «Return Trip»           | Mo Perkins       | Laura Putney & Margaret Easley         | 10 de febrero de 2020     | T30.10206       | 3,70                 |
| 23           | 7            | «Emergency Exit»        | Jean de Segonzac | Jeannine Renshaw & Ezra W. Nachman     | 17 de febrero de 2020     | T30.10207       | 3,70                 |
| 24           | 8            | «Carry On»              | Nicole Rubio     | Jeff Rake & Simran Baidwan             | 2 de marzo de 2020        | T30.10208       | 3,64                 |
| 25           | 9            | «Airplane Bottles»      | Ramaa Mosley     | Matthew Lau & MW Cartozian Wilson      | 9 de marzo de 2020        | T30.10209       | 3,67                 |
| 26           | 10           | «Course Deviation»      | Michael Smith    | Laura Putney & Margaret Easley         | 16 de marzo de 2020       | T30.10210       | 4,29                 |
| 27           | 11           | «Unaccompanied Minors»  | Andy Wolk        | Jeannine Renshaw & Marta Gené Camps    | 23 de marzo de 2020       | T30.10211       | 4,12                 |
| 28           | 12           | «Call Sign»             | Joe Chappelle    | Simran Baidwan & Ezra W. Nachman       | 30 de marzo de 2020       | T30.10212       | 4,08                 |
| 29           | 13           | «Icing Conditions»      | Romeo Tirone     | Jeff Rake & Matthew Lau                | 6 de abril de 2020        | T30.10213       | 4,36                 |

### Temporada 3 (2021)
| N.º en serie | N.º en temp. | Título                | Dirigido por    | Escrito por                            | Fecha de emisión original | Código de prod. | Audiencia (millones) |
| ------------ | ------------ | --------------------- | --------------- | -------------------------------------- | ------------------------- | --------------- | -------------------- |
| 30           | 1            | «Tailfin»             | Romeo Tirone    | Jeff Rake & Bobak Esfarjani            | 1 de abril de 2021        | T30.10301       | 3,99                 |
| 31           | 2            | «Deadhead»            | Romeo Tirone    | Laura Putney & Margaret Easley         | 8 de abril de 2021        | T30.10302       | 3,15                 |
| 32           | 3            | «Wingman»             | Michael Smith   | Simran Baidwan & Ezra W. Nachman       | 15 de abril de 2021       | T30.10303       | 3,32                 |
| 33           | 4            | «Tailspin»            | Michael Smith   | Marta Gené Camps & MW Cartozian Wilson | 22 de abril de 2021       | T30.10304       | 3,21                 |
| 34           | 5            | «Water Landing»       | Marisol Adler   | Matthew Lau                            | 29 de abril de 2021       | T30.10305       | 3,27                 |
| 35           | 6            | «Graveyard Spiral»    | Sherwin Shilati | Laura Putney & Margaret Easley         | 29 de abril de 2021       | T30.10306       | 3,21                 |
| 36           | 7            | «Precious Cargo»      | Romeo Tirone    | Bobak Esfarjani & Ezra W. Nachman      | 6 de mayo de 2021         | T30.10307       | 3,05                 |
| 37           | 8            | «Destination Unknown» | Claudia Yarmy   | Eric Haywood & Marta Gené Camps        | 6 de mayo de 2021         | T30.10308       | 2,85                 |
| 38           | 9            | «Bogey»               | Laura Belsey    | Simran Baidwan & MW Cartozian Wilson   | 13 de mayo de 2021        | T30.10309       | 2,95                 |
| 39           | 10           | «Compass Calibration» | Ramaa Mosley    | Laura Putney & Margaret Easley         | 20 de mayo de 2021        | T30.10310       | 2,85                 |
| 40           | 11           | «Duty Free»           | Ruba Nadda      | Bobak Esfarjani & Darika Fuhrmann      | 3 de junio de 2021        | T30.10311       | 2,78                 |
| 41           | 12           | «Mayday, Part 1»      | Dean White      | Simran Baidwan & Marta Gené Camps      | 10 de junio de 2021       | T30.10312       | 2,76                 |
| 42           | 13           | «Mayday, Part 2»      | Romeo Tirone    | Jeff Rake & Matthew Lau                | 10 de junio de 2021       | T30.10313       | 2,76                 |

### Temporada 4 (2022–23)
| Parte 1 |    |                                    |                  |                                         |                        |           |
| 43      | 1  | «Touch-and-Go»                     | Romeo Tirone     | Jeff Rake & Simran Baidwan              | 4 de noviembre de 2022 | T30.10401 |
| 44      | 2  | «All-Call»                         | Dean White       | Laura Putney & Darika Fuhrmann          | 4 de noviembre de 2022 | T30.10402 |
| 45      | 3  | «High Flight»                      | Marisol Adler    | Margaret Easley & MW Cartozian Wilson   | 4 de noviembre de 2022 | T30.10403 |
| 46      | 4  | «Go-Around»                        | SJ Main Muñoz    | Matt K. Turner & Ezra W. Nachman        | 4 de noviembre de 2022 | T30.10404 |
| 47      | 5  | «Squawk»                           | Mike Smith       | Simran Baidwan & Sumerah Srivastav      | 4 de noviembre de 2022 | T30.10405 |
| 48      | 6  | «Relative Bearing»                 | Harvey Waldman   | Laura Putney & Ryan Martinez            | 4 de noviembre de 2022 | T30.10406 |
| 49      | 7  | «Romeo»                            | Josh Dallas      | Ezra W. Nachman & Darika Fuhrmann       | 4 de noviembre de 2022 | T30.10407 |
| 50      | 8  | «Full Upright and Locked Position» | Erica Watson     | Matt K. Turner & Jimmy Blackmon         | 4 de noviembre de 2022 | T30.10408 |
| 51      | 9  | «Rendezvous»                       | Cheryl Dunye     | MW Cartozian Wilson & Sumerah Srivastav | 4 de noviembre de 2022 | T30.10409 |
| 52      | 10 | «Inversion Illusion»               | Romeo Tirone     | Jeff Rake & Margaret Easley             | 4 de noviembre de 2022 | T30.10410 |
| Parte 2 |    |                                    |                  |                                         |                        |           |
| 53      | 11 | «Final Descent»                    | Romeo Tirone     | Jeff Rake & Simran Baidwan              | 2 de junio de 2023     | T30.10411 |
| 54      | 12 | «Bug Out»                          | Romeo Tirone     | Margaret Easley & Darika Fuhrmann       | 2 de junio de 2023     | T30.10412 |
| 55      | 13 | «Ghost Plane»                      | SJ Main Muñoz    | Matt K. Turner & Sumerah Srivastav      | 2 de junio de 2023     | T30.10413 |
| 56      | 14 | «Fata Morgana»                     | Claire Fowler    | MW Cartozian Wilson & Ryan Martinez     | 2 de junio de 2023     | T30.10414 |
| 57      | 15 | «Throttle»                         | Romeo Tirone     | Laura Putney & Ezra W. Nachman          | 2 de junio de 2023     | T30.10415 |
| 58      | 16 | «Furball»                          | Stacy Muhammad   | Matt K. Turner & Darika Fuhrmann        | 2 de junio de 2023     | T30.10416 |
| 59      | 17 | «Threshold»                        | Bosede Williams  | MW Cartozian Wilson & Sumerah Srivastav | 2 de junio de 2023     | T30.10417 |
| 60      | 18 | «Lift/Drag»                        | Melissa Roxburgh | Ezra W. Nachman & Ryan Martinez         | 2 de junio de 2023     | T30.10418 |
| 61      | 19 | «Formation»                        | Melissa Roxburgh | Simran Baidwan & Margaret Easley        | 2 de junio de 2023     | T30.10419 |
| 62      | 20 | «Final Boarding»                   | Romeo Tirone     | Laura Putney & Jeff Rake                | 2 de junio de 2023     | T30.10420 |

## Producción

### Desarrollo
El 23 de agosto de 2017, NBC le dio a la producción un compromiso de piloto. Fue escrito por Jeff Rake, que también fue establecido como productor ejecutivo junto a Robert Zemeckis y Jack Rapke. Se esperaba que Jackie Levine sirviera como coproductora ejecutiva. Las empresas productoras involucradas con el piloto fueron Compari Entertainment y Warner Bros. Television. En enero de 2018, NBC ordenó el piloto y se anunció que David Frankel lo dirigiría y produciría. En mayo, NBC anunció que había ordenado trece episodios, con el estreno previsto para el tercer trimestre de 2018 y el horario siendo los lunes a las 10:00 p. m. En junio, el estreno fue establecido para el 24 de septiembre. En octubre, NBC ordenó tres episodios adicionales, lo que elevó el total de la primera temporada a dieciséis episodios.
El 15 de abril de 2019, NBC renovó la serie para una segunda temporada, que se estrenó el 6 de enero de 2020. El 15 de junio de 2020, NBC renovó la serie para una tercera temporada, que se estrenó el 1 de abril de 2021.

### Casting

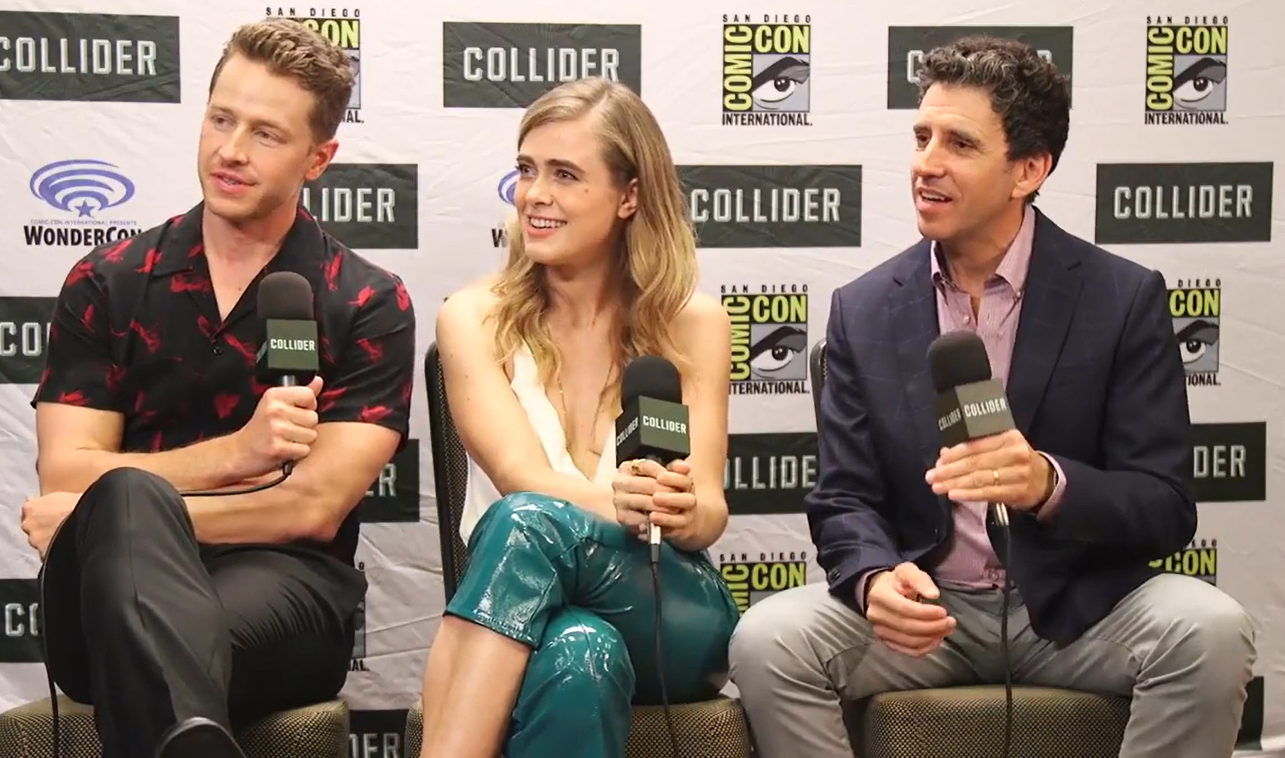
Josh Dallas, Melissa Roxburgh y Jeff Rake en la Convención de Cómics de San Diego de 2018.

En febrero de 2018, Josh Dallas, Melissa Roxburgh y J. R. Ramirez fueron anunciados en el elenco principal del piloto. En marzo, Athena Karkanis, Parveen Kaur y Luna Blaise les siguieron. En agosto de 2019, Yasha Jackson, Garrett Wareing, Andrene Ward-Hammond y Ellen Tamaki fueron elegidos para papeles recurrentes de la segunda temporada, así como Leah Gibson y Carl Lundstedt en octubre. El 22 de septiembre de 2020, Holly Taylor fue elegida como principal de la tercera temporada. El 22 de octubre, Will Peltz fue elegido para un papel recurrente de la tercera temporada.

### Cancelación y renovación
En junio de 2021, NBC canceló la serie después de tres temporadas. Debido al final de suspenso de la 3.ª temporada y al hecho de que el creador Jeff Rake originalmente vendió la serie a NBC con un plan planificado de seis temporadas, Rake y otros tenían la esperanza de que la serie fuera recogida por otra plataforma. Una posibilidad era Netflix, donde las dos primeras temporadas de Manifest debutaron en el puesto número 3 y rápidamente se convirtieron en el programa más visto en el servicio de transmisión. Rake tuiteó el 15 de junio: "Estoy devastado por la decisión de NBC de cancelarnos. Que nos hayan cerrado en el medio es un golpe en el estómago, por decir lo menos. Con la esperanza de encontrar un nuevo hogar. Tus fans merecen un final para tu historia." El 21 de junio de 2021, Warner Bros. anunció que las negociaciones con Netflix se habían roto y que ya no buscarían un nuevo hogar para la serie. La semana siguiente, Rake hizo un seguimiento del status con respecto a la conclusión adecuada de la serie, afirmando que: "Estamos tratando de encontrar una manera de concluir la serie. Podría llevar una semana, un mes, un año. Pero, no nos estamos dando por vencido. Se merecen un final para la historia".
El 30 de junio de 2021, Entertainment Weekly informó que Rake ahora estaba buscando una plataforma que financiara una película Manifest de dos horas que iría al grano y ataría todos los cabos sueltos del final de la tercera temporada. Rake dijo: "Hay un gran apetito por la gente que quiere saber cuál es el final de la historia, qué pasó con los pasajeros, qué pasó en última instancia con ese avión".
Sin embargo, al mes siguiente, se informó que se habían reanudado las conversaciones entre Warner Bros. Television y NBC con respecto a la renovación de la serie para una posible cuarta temporada, con Netflix también participando en las discusiones de renovarla. El 28 de agosto de 2021, a las 8:28 a. m. (PST), Netflix renovó Manifiesto para una cuarta y última temporada, que consta de 20 episodios, divididos en varias partes. Dallas y Roxburgh estaban listos para regresar, con miembros adicionales del elenco original en negociaciones para regresar también.

## Lanzamiento

### Mercadotecnia
El 13 de mayo de 2018, NBC lanzó el primer tráiler oficial de la serie. El 21 de julio, la serie realizó un panel en la Convención de Cómics de San Diego de 2018. Entre los asistentes se encontraban el productor ejecutivo Jeff Rake y los actores Melissa Roxburgh y Josh Dallas. El 28 de agosto de 2018, los primeros nueve minutos del primer episodio se lanzaron entre varios medios digitales.

### Estreno
La serie participó en la decimosegunda edición anual del PaleyFest Fall Television Previews el 10 de septiembre de 2018, que contó con una proyección previa de la serie.

## Recepción

### Respuesta crítica
La serie fue recibida con una respuesta mixta de los críticos en su estreno. En Rotten Tomatoes, la serie tiene una calificación de aprobación del 59% con una calificación promedio de 6.53 sobre 10 basado en 34 reseñas. El consenso del sitio dice: «Los intentos de Manifest de equilibrar el misterio sobrenatural y el melodrama funcionan en gran medida gracias a su elenco bien elegido, aunque podría usar algunas características más distintivas». Metacritic, que usa un promedio ponderado, le asignó a la serie una puntuación de 55 sobre 100 basada en 15 reseñas, lo que indica «críticas mixtas».

### Audiencias

#### Resumen
El episodio de estreno fue a la vez el programa nuevo de mayor audiencia de la temporada de emisión y el programa de mayor audiencia emitido esa semana.
| Temporada | Horario (ET)                                                  | Episodios | Primera emisión          | Primera emisión      | Última emisión        | Última emisión       | Ranking | Prom. de espectadores (millones) |
| Temporada | Horario (ET)                                                  | Episodios | Fecha                    | Audiencia (millones) | Fecha                 | Audiencia (millones) | Ranking | Prom. de espectadores (millones) |
| --------- | ------------------------------------------------------------- | --------- | ------------------------ | -------------------- | --------------------- | -------------------- | ------- | -------------------------------- |
| 1         | lunes 10:00 p. m.                                             | 16        | 24 de septiembre de 2018 | 10,40                | 18 de febrero de 2019 | 5,36                 | 9       | 12,61                            |
| 2         | lunes 10:00 p. m.                                             | 13        | 6 de enero de 2020       | 4,73                 | 6 de abril de 2020    | 4,36                 | 38      | 7,70                             |
| 3         | jueves 8:00 p. m. (1–5, 7, 9–12) jueves 9:00 p. m. (6, 8, 13) | 13        | 1 de abril de 2021       | 3,99                 | 10 de junio de 2021   | 2,76                 | 54      | 5,35                             |

#### Temporada 1
| N.º | Título                        | Fecha de emisión         | ÍA/CP (18–49) | Audiencia (millones) | DVR (18–49) | Audiencia DVR (millones) | Total (18–49) | Audiencia total (millones) |
| --- | ----------------------------- | ------------------------ | ------------- | -------------------- | ----------- | ------------------------ | ------------- | -------------------------- |
| 1   | «Pilot»                       | 24 de septiembre de 2018 | 2,2/9         | 10,40                | 2,0         | 7,99                     | 4,2           | 18,40                      |
| 2   | «Reentry»                     | 1 de octubre de 2018     | 1,8/8         | 8,45                 | 1,8         | 7,51                     | 3,6           | 15,96                      |
| 3   | «Turbulence»                  | 8 de octubre de 2018     | 1,6/7         | 7,45                 | 1,8         | 7,38                     | 3,4           | 14,85                      |
| 4   | «Unclaimed Baggage»           | 15 de octubre de 2018    | 1,5/7         | 7,46                 | 1,7         | 6,88                     | 3,2           | 14,35                      |
| 5   | «Connecting Flights»          | 22 de octubre de 2018    | 1,4/6         | 7,29                 | 1,6         | 6,34                     | 3,0           | 13,63                      |
| 6   | «Off Radar»                   | 5 de noviembre de 2018   | 1,2/5         | 6,28                 | 1,8         | 6,97                     | 3,1           | 13,24                      |
| 7   | «S.N.A.F.U.»                  | 12 de noviembre de 2018  | 1,1/5         | 6,10                 | 1,6         | 5,81                     | 2,7           | 11,91                      |
| 8   | «Point of No Return»          | 19 de noviembre de 2018  | 1,1/5         | 5,56                 | 1,5         | 5,95                     | 2,6           | 11,52                      |
| 9   | «Dead Reckoning»              | 26 de noviembre de 2018  | 1,1/5         | 5,97                 | 1,3         | 5,47                     | 2,4           | 11,44                      |
| 10  | «Crosswinds»                  | 7 de enero de 2019       | 1,1/5         | 5,84                 | 1,5         | 5,74                     | 2,6           | 11,58                      |
| 11  | «Contrails»                   | 14 de enero de 2019      | 0,9/5         | 5,46                 | 1,5         | 5,54                     | 2,4           | 11,00                      |
| 12  | «Vanishing Point»             | 21 de enero de 2019      | 1,0/5         | 5,37                 | 1,3         | 5,37                     | 2,3           | 10,74                      |
| 13  | «Cleared for Approach»        | 28 de enero de 2019      | 1,0/5         | 5,54                 | 1,4         | 5,47                     | 2,4           | 11,01                      |
| 14  | «Upgrade»                     | 4 de febrero de 2019     | 0,9/4         | 5,26                 | 1,3         | 5,36                     | 2,2           | 10,56                      |
| 15  | «Hard Landing»                | 11 de febrero de 2019    | 1,1/5         | 6,00                 | 1,2         | 5,13                     | 2,3           | 11,13                      |
| 16  | «Estimated Time of Departure» | 18 de febrero de 2019    | 1,0/5         | 5,36                 | 1,2         | 4,98                     | 2,2           | 10,34                      |

#### Temporada 2
| N.º | Título                  | Fecha de emisión      | ÍA/CP (18–49) | Audiencia (millones) | DVR (18–49) | Audiencia DVR (millones) | Total (18–49) | Audiencia total (millones) |
| --- | ----------------------- | --------------------- | ------------- | -------------------- | ----------- | ------------------------ | ------------- | -------------------------- |
| 1   | «Fasten Your Seatbelts» | 6 de enero de 2020    | 0,9/5         | 4,73                 | 0,9         | 4,28                     | 1,8           | 9,02                       |
| 2   | «Grounded»              | 13 de enero de 2020   | 0,7/3         | 3,49                 | 0,9         | 4,14                     | 1,6           | 7,64                       |
| 3   | «False Horizon»         | 20 de enero de 2020   | 0,7/4         | 3,64                 | 0,9         | 4,15                     | 1,6           | 7,79                       |
| 4   | «Black Box»             | 27 de enero de 2020   | 0,6/4         | 3,72                 | 0,9         | 3,91                     | 1,5           | 7,63                       |
| 5   | «Coordinated Flight»    | 3 de febrero de 2020  | 0,7           | 3,55                 | 0,9         | 4,05                     | 1,6           | 7,60                       |
| 6   | «Return Trip»           | 10 de febrero de 2020 | 0,6           | 3,70                 | 0,8         | 3,87                     | 1,4           | 7,57                       |
| 7   | «Emergency Exit»        | 17 de febrero de 2020 | 0,6           | 3,70                 | 0,8         | 3,75                     | 1,4           | 7,45                       |
| 8   | «Carry On»              | 2 de marzo de 2020    | 0,7           | 3,64                 | 0,8         | 3,73                     | 1,5           | 7,37                       |
| 9   | «Airplane Bottles»      | 9 de marzo de 2020    | 0,6           | 3,67                 | 0,7         | 3,47                     | 1,3           | 7,14                       |
| 10  | «Course Deviation»      | 16 de marzo de 2020   | 0,8           | 4,29                 | 0,7         | 3,43                     | 1,5           | 7,72                       |
| 11  | «Unaccompanied Minors»  | 23 de marzo de 2020   | 0,7           | 4,12                 | 0,8         | 3,62                     | 1,5           | 7,75                       |
| 12  | «Call Sign»             | 30 de marzo de 2020   | 0,7           | 4,08                 | 0,9         | 3,75                     | 1,6           | 7,83                       |
| 13  | «Icing Conditions»      | 6 de abril de 2020    | 0,7           | 4,36                 | 0,7         | 3,20                     | 1,4           | 7,56                       |

#### Temporada 3
| N.º | Título                              | Fecha de emisión    | ÍA (18–49) | Audiencia (millones) | DVR (18–49) | Audiencia DVR (millones) | Total (18–49) | Audiencia total (millones) |
| --- | ----------------------------------- | ------------------- | ---------- | -------------------- | ----------- | ------------------------ | ------------- | -------------------------- |
| 1   | «Tailfin»                           | 1 de abril de 2021  | 0,7        | 3,99                 | —           | —                        | —             | —                          |
| 2   | «Deadhead»                          | 8 de abril de 2021  | 0,5        | 3,15                 | 0,5         | 2,26                     | 1,0           | 5,41                       |
| 3   | «Wingman»                           | 15 de abril de 2021 | 0,5        | 3,32                 | —           | —                        | —             | —                          |
| 4   | «Tailspin»                          | 22 de abril de 2021 | 0,5        | 3,21                 | 0,4         | 2,38                     | 0,9           | 5,59                       |
| 5   | «Water Landing»                     | 29 de abril de 2021 | 0,5        | 3,27                 | 0,4         | 1,87                     | 0,9           | 5,14                       |
| 6   | «Graveyard Spiral»                  | 29 de abril de 2021 | 0,5        | 3,21                 | 0,4         | 1,98                     | 0,9           | 5,19                       |
| 7   | «Precious Cargo»                    | 6 de mayo de 2021   | 0,5        | 3,05                 | 0,4         | 1,89                     | 0,9           | 4,93                       |
| 8   | «Destination Unknown»               | 6 de mayo de 2021   | 0,5        | 2,85                 | 0,4         | 2.09                     | 0,9           | 4,93                       |
| 9   | «Bogey»                             | 13 de mayo de 2021  | 0,4        | 2,95                 | 0,4         | 1,89                     | 0,9           | 4,83                       |
| 10  | «Compass Calibration»               | 20 de mayo de 2021  | 0,4        | 2,85                 | 0,4         | 1,97                     | 0,8           | 4,82                       |
| 11  | «Duty Free»                         | 3 de junio de 2021  | 0,4        | 2,78                 | 0,4         | 1,97                     | 0,8           | 4,75                       |
| 12  | «Mayday, Part 1" / "Mayday, Part 2» | 10 de junio de 2021 | 0,4        | 2,76                 | 0,4         | 1,85                     | 0,8           | 4,62                       |